# 線状皮膚萎縮症
線状皮膚萎縮症（せんじょうひふいしゅくしょう、striae atrophicae）あるいは皮膚伸展線条（ひふしんてんせんじょう、striae distensae）とは、皮膚が萎縮性に線状にわずかに陥没し、表面に細かなシワを呈した症状である。良性の皮膚病変。日本では一般に肉割れ、妊娠線条（striae gravidarum)、単に妊娠線と称する。一般に原因が妊娠か否かで使い分ける。英語圏では一般にストレッチマーク (Stretch marks) と称する。直訳で妊娠線となる pregnancy line は縦に黒い線が生じる黒線を指すこともある。
思春期、妊娠期など皮膚の過剰な伸展が加わり生じるが、思春期や妊娠期には内因性のステロイドが関与している可能性がある。治療の多くはコラーゲンの合成を促すことで行われる。2015年の外用薬のレビューでは個々の成分それぞれに限られた証拠しかなく、2017年のレーザーのレビューでは偽薬対照試験も存在しなかった。

## 原因
思春期など急激な成長によって生じる。大腿外側、臀部、乳房周囲に生じやすい。条件が整えば身体のどの箇所にでも発症する。
- 妊娠期[1]、妊婦の50-90%に生じる[2]。
インドでの調査では、妊婦650人中39%に妊娠線が生じた[5]。
- 思春期[1]（成長期）
- 肥満[2]。
- 過度の筋肉肥大（ボディビルダー）[2]。

これらによって皮膚が急速に引っ張られる場合がある。皮膚は表皮、真皮、皮下組織から成り立っており表皮はある程度伸びることができる。しかしその下の真皮や皮下組織の一部は伸びにくい。この引っ張られた状態に耐えられなくなると、弾性線維に亀裂が生じると考えられている。
ステロイドが繊維芽細胞の増殖とコラーゲン産生を抑え、同時に皮膚の過剰な伸展が加わり生じるが、思春期や妊娠期には内因性のステロイドが関与している可能性がある。皮膚の表面から見た初期症状は淡い紅色の線条（線）となって現れ、次第に灰白色となる。
クッシング症候群、糖尿病、重症感染症またはステロイド系抗炎症薬の内服を続けた際にも生じる。あるいはステロイド外用薬の乱用も原因となる。またマルファン症候群。

## 症状
症状の初期には、盛り上がり、紅斑だったり青みがあるが、次第に平らで細かなシワになり、思春期にできたものを除き一般に消えずに永続する。思春期やステロイドが原因となったものは目立たなくなりやすく、また妊娠期にできる妊娠線条も出産後にある程度改善する。
発症してしばらくすると、皮膚表面に細かいしわができ、線条は白みの強い肌色へと変化し目立たなくはなるが、完全に消えることはない。まれに何もしなくても治る。
良性の皮膚病変で問題はないが、見た目として気になる場合がある。

## 治療
治療の多くはコラーゲンの合成を促すことで行われる。2019年のレビューは二重盲検の試験が少ないとしてその状況をまとめている。
予防に関する2016年のレビューでは、アーモンドオイルによるマッサージ、ヒアルロン酸の外用などには妊娠線を予防する限られた証拠があるとするが、ほかの3つのレビュー（2017年まで）では外用薬では予防できないとしている。
治療では、小規模な2件の試験でビタミンA誘導体のトレチノインのクリームが有効であった。2019年のレビューでは、トレチノイン（ビタミンA）、トロフォラスチン（ツボクサ・学名Centella asiatica）、アスコルビン酸（ビタミンC）や各種の植物油などを挙げ証拠に基づく研究は少なく、長期間使用して効果は控えめだとし、また食事と運動プログラムの影響は見られなかった。
2017年のレビューでは、マイクロニードリングや高周波を利用した美容装置にも有効性を示す小規模な試験がある。レーザーの使用について調査した2017年のレビューでは、レーザーでも証拠が多くなく偽薬対照試験（厳格な試験）がないが、レーザーではフラクショナルCO2レーザーでは改善度は限られており、Er:Yagレーザーでも似たようなものである。1つの20人での比較試験は、腹部と足の肉割れについてマイクロニードリングで9割の人が改善を示し、CO2レーザーでは、5人の人が改善を示した。
別の30人での試験では、体の半面にCO2レーザー、もう半面にマイクロニードリングを施し、中等度以上の改善はCO2レーザーの76%に見られ、マイクロニードリングの55%よりも多く、またCO2レーザーでは11名に炎症後色素沈着が見られた。25人が参加したマイクロニードリングの2019年の試験では、1.5ミリ以上の針を使い、平均1.8回の施術で50%以上の改善を示し、異なるスキンタイプや、皮膚の厚い尻や太ももと皮膚の薄い乳房との効果の差はみられなかった。
妊娠線では産後に縮小し目立たなくなるが完全には消えないことも多い。民間療法として、妊娠期のマッサージがある。